# KSP 411

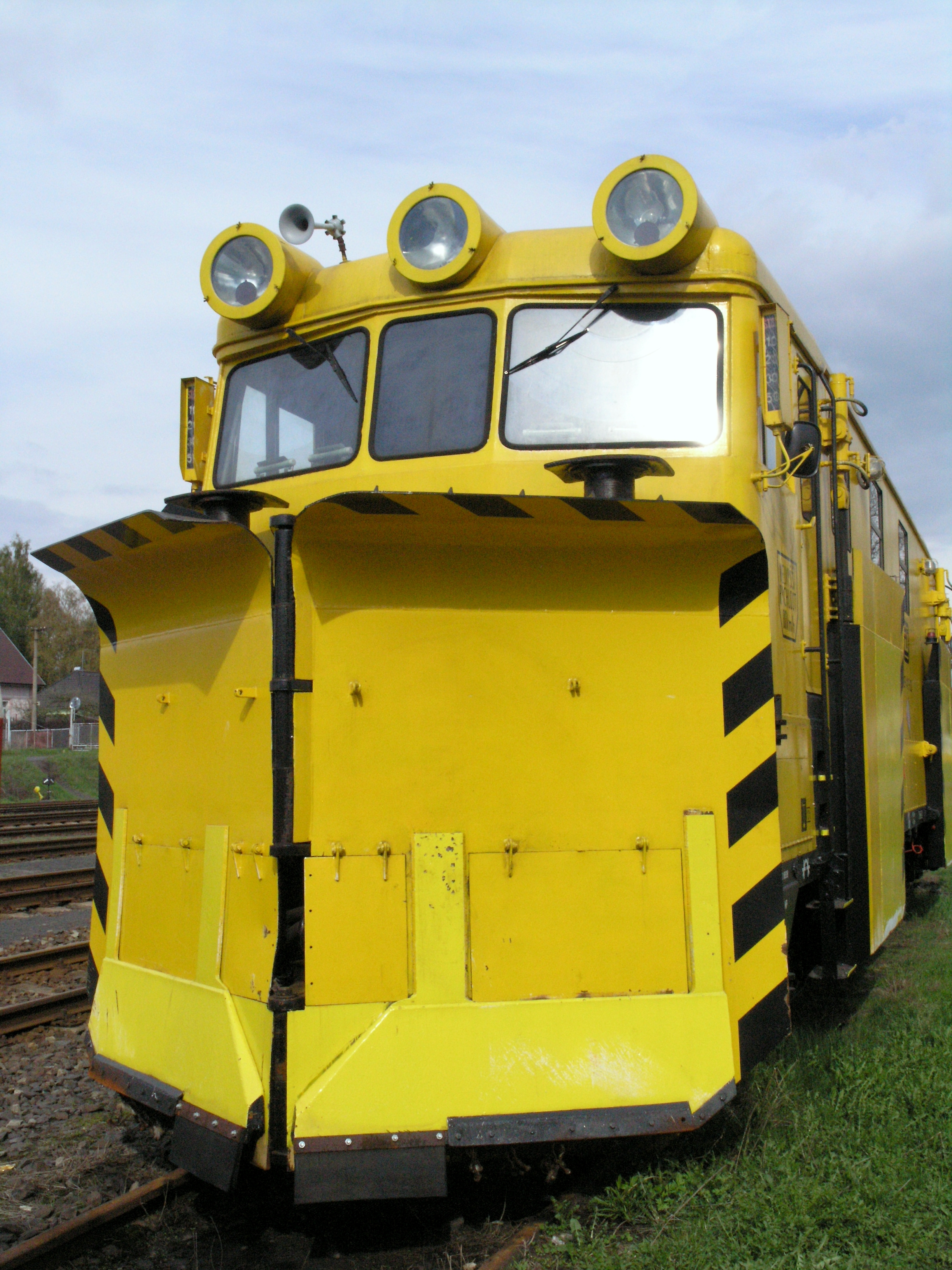
Sněhový pluh KSP 411 S-132 v Rumburku

KSP 411 je československé označení obousměrného železničního sněhového pluhu bez vlastního pohonu, který pod označením LPO 411 S vyráběla firma ZNTK Stargard u Štětína v Polsku

## Popis
Pojezd pluhu tvoří dva dvounápravové podvozky typu Y 25. Šířka záběru radlic je 2x 1560 - 2x 3080 mm, maximální výška sněhové vrstvy 1,50 m. Nastavení radlic se provádí hydraulicky. Hmotnost pluhu je 64 t, maximální rychlost při přepravě 80 km/h, při práci 50 km/h.